# テアーノ
テアーノ（伊: Teano）は、イタリア共和国カンパニア州カゼルタ県の都市で、人口約11,000人の基礎自治体（コムーネ）。
1860年、両シチリア王国を征服したジュゼッペ・ガリバルディは、この地でサルデーニャ国王ヴィットーリオ・エマヌエーレ2世を出迎えた。「テアーノの握手」と呼ばれるこの会見は、イタリア統一運動における著名な一場面となった。

## 地理

### 位置・広がり
カゼルタ県中部のコムーネ。県都カゼルタの北西約30km、州都ナポリの北北西約47km、フロジノーネの南東約75km、ローマの南東約150kmに位置する。

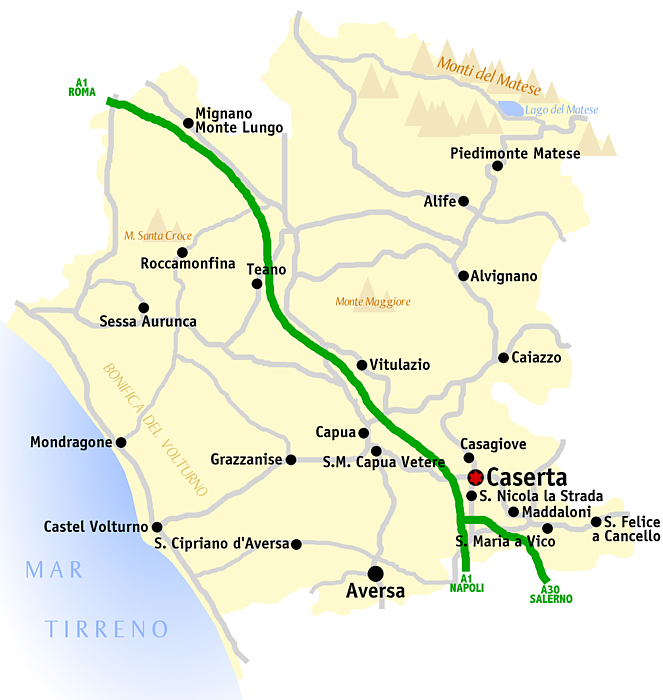
カゼルタ県概略図

#### 隣接コムーネ
隣接するコムーネは以下の通り。
- カイアネッロ
- カルヴィ・リゾルタ
- カリーノラ
- フランコリーゼ
- リアルド
- ロッカモンフィーナ
- ロッケッタ・エ・クローチェ
- セッサ・アウルンカ
- ヴァイラーノ・パテノーラ

### 気候分類・地震分類
テアーノにおけるイタリアの気候分類 (it) および度日は、zona D, 1440 GGである。
また、イタリアの地震リスク階級 (it) では、zona 2 (sismicità media) に分類される。

## 行政

### 分離集落
テアーノには、以下の分離集落（フラツィオーネ）がある。
- Borgonuovo, Cappelle, Carbonara, Casafredda, Casale, Casamostra, Casi, Cipriani, Fontanelle, Furnolo, Gloriani, Magnano, Maiorisi, Pugliano, San Giulianeta, San Giuliano, San Marco, Santa Maria Versano, Taverna Zarone, Teano Scalo, Tranzi, Tuoro, Versano